# 916

## Esdeveniments
- El Papa Joan X organitza una lliga italiana contra els sarraïns
- Consagració de la catedral de Santa Eulàlia d'Elna

## Necrològiques
- Benció, comte d'Empúries i del Rosselló
- Sant Climent d'Ohrid